# Havlíčkův Brod (huyện)
Huyện Havlíčkův Brod (tiếng Séc: Okres Havlíčkův Brod) là một huyện (okres) nằm trong vùng Vysočina của Cộng hòa Séc. Huyện Havlíčkův Brod có diện tích 1265 km², dân số năm 2002 là 94778 người. Thủ phủ huyện đóng ở Havlíčkův Brod. Huyện này có 120 khu tự quản.

## Các khu tự quản
Huyện Havlíčkův Brod có 120 khu tự quản sau: